# НИИ математики и механики имени Н. Г. Чеботарёва
Научно-исследовательский институт математики и механики им. Н. Г. Чеботарёва — научно-исследовательский институт, существовавший
с 1934 по 2011 годы в Казани. НИИ математики и механики им. Н. Г. Чеботарёва Казанского государственного университета был организован 1 сентября 1934 года на основании приказа Наркомпроса РСФСР № 294 от 13 апреля 1934 года и приказа № 55 по КГУ от 15 сентября 1934 года. Имя Н. Г. Чеботарёва присвоено Постановлением Совета Министров СССР от 21 июля 1947 года. По постановлению общего собрания Отделения математики Российской академии наук (ОМ РАН) от 21 декабря 1992 г. НИИММ находился под научно-методическим руководством Отделения математики РАН. Инициаторы создания НИИММ — Н. Г. Чеботарёв, Н. Н. Парфентьев, П. А. Широков, Н. Г. Четаев, Б. М. Гагаев. В 2011 году НИИММ был реорганизован и включен в состав новообразованного Института математики и механики им. Н. И. Лобачевского как научно-исследовательский центр.

## История
В июне 1934 г. должен был происходить II Всесоюзный математический съезд, и Н. Г. Чеботарев готовился поставить вопрос об организации Института на съезде, чтобы заручиться его авторитетной поддержкой. Но еще до съезда вопрос об открытии института получает в Народном комиссариате просвещения РСФСР положительное решение: появляется приказ, подписанный народным комиссаром А. С. Бубновым, «о выделении Казанскому университету сверх бюджета средств на усиление научно-исследовательской работы по математике и биологии и о включении в сеть научно-исследовательских учреждений с 1935 г. Механико-математического НИИ при Казанском университете».
II Всесоюзный математический съезд (Ленинград, 24-30 июня 1934 г.) поддержал инициативу казанских математиков, указав на «настоятельную необходимость организации математического института в Казани» (см. резолюции в «Трудах съезда», т. 1, 1935 г., с. 80). Институт был открыт 1 сентября 1934 г. по приказу заместителя директора университета Г. Б. Багаутдинова. Создается оргкомитет института в составе: Н. Г. Чеботарёв, Н. Н. Парфентьев, П. А. Широков, Н. Г. Четаев, Б. М. Гагаев. Оргкомитет должен был разработать структуру института и подобрать сотрудников.
Начало: 1934—1937 годы
Университет выделил институту помещение в геометрическом кабинете: верхний этаж небольшого двухэтажного здания на пересечении улиц Астрономической и Ленина (ныне — Кремлёвской) (кроме большой аудитории), а затем еще две комнаты первого этажа. Институт подразделялся на административно-техническую часть — директор (Н. Г. Чеботарев), ученый секретарь, технический секретарь, сторож, библиотекарь, затем был введен бухгалтер, — и научную часть (17 единиц), состоящую из секций (отделов) алгебры (Н. Г. Чеботарёв), математического анализа (Б. М. Гагаев), геометрии (П. А. Широков), механики (Н. Н. Парфентьев).
По окладам значились:
- Действительные члены (члены-учредители) — Н. Г. Чеботарёв, Н. Н. Парфентьев, П. А. Широков, Н. Г. Четаев, Б. М. Гагаев, К. П. Персидский.
- Научные сотрудники 1-го разряда (старшие н. с.) — В. А. Яблоков, Е. И. Григорьев, И. Д. Адо, X. М. Муштари, Г. В. Каменков, И. Г. Малкин
- Научные сотрудники (младшие н. с.) — М. Ш. Аминов, С. Е. Григорьев, Б. Л. Лаптев, И. А. Щербаков.

В течение некоторого времени (май 1936 — октябрь 1937) действовал еще отдел теоретической физики. Его возглавлял в ранге действительного члена молодой польский физик М. Г. Матиссон — ученик Адамара. Он занимался диффузией волн в римановом пространстве и теорией квантования и спина — в релятивистском. Сотрудниками этого отдела были старшие н.с. С. А. Альтшулер и И. А. Щербаков.
С течением времени структура института несколько менялась. С повышением квалификации сотрудников (защита диссертации) они повышались в должности, возникали новые секции. Так, в 1937 г. выделилась секция устойчивости. При НИИММ работала значительная группа аспирантов: М. И. Альмухамедов, К. А. Березин, Л. И. Гаврилов, К.3. Галимов, Ф. Д. Гахов, А. К. Костюк, П. А. Кузьмин, Г.X. Максудов, Н. Н. Мейман, В. В. Морозов, Г. С. Салехов и другие. Некоторые из них впоследствии стали крупными учеными, а В. В. Морозов возглавил институт после смерти Н. Г. Чеботарева.
Проблематика, развиваемая в отделах института, носила теоретический характер, относилась к новым современным областям математики и механики. Алгебра — проблема резольвент и непрерывные группы (Н. Г. Чеботарев, И. Д. Адо); продолжаемые полиномы (Л. И. Гаврилов, Н. Н. Мейман); теории групп Ли (Н. Г. Чеботарев); теория Галуа (Н. Г. Чеботарев); алгебра и тензорный анализ (Н. Г. Чеботарев). Анализ — ортогональные полиномы (Б. М. Гагаев); особые точки систем дифференциальных уравнений (М. И. Альмухамедов); метод Чаплыгина в применении к линейным дифференциальным уравнениям n-го порядка (Г. Х. Максудов); линейные краевые задачи для аналитических функций (Ф. Д. Гахов); обобщение закона больших чисел (К. П. Персидский). Геометрия — линейные винтовые функции (П. А. Широков); симметрические пространства с неопределенной метрикой (П. А. Широков); тензорный анализ (П. А. Широков); сопряжение в нуль-системах (В. А. Яблоков); пространства Финслера (Б. Л. Лаптев). Механика — устойчивость траекторий динамики, характеристики Кронекера и их применение в вопросах устойчивости движения (Н. Г. Четаев); общие проблемы теории устойчивости (К. П. Персидский, И. Г. Малкин); некоторые вопросы теории вибрации (Н. Н. Парфентьев). Уже в 1933—1934 гг. функционировало пять научных семинаров. В частности, на геометрическом семинаре П. А. Широков прорабатывал с сотрудниками отдела, студентами и аспирантами общую теорию дифференциальных инвариантов обобщенных пространств, разрабатываемую в те годы в США принстонской геометрической школой (Л.Эйзенхарт, О.Веблен, Т.Томас, Д.Томас, Дж. Уайтхед и др.), и делал оригинальные сообщения о своих исследованиях по симметрическим пространствам, впервые введенным им в рассмотрение в 1925 г. С сообщениями выступали и другие сотрудники и студенты.
Молодые алгебраисты часто посещали семинар П. А. Широкова, так как Н. Г. Чеботарев полагал, что тензорный анализ алгебраистам необходим. Чтобы привлечь талантливую молодежь на физико-математический факультет, для казанских школьников ежегодно проводились математические олимпиады. Их организацией энергично занимались сам Н. Г. Чеботарев и сотрудники факультета и института. Подбор задач он поручал Е. И. Григорьеву.
1938—1954 годы
С 1938 г. резко сократилось финансирование института. Несмотря на энергичные меры, предпринимаемые Н. Г. Чеботаревым, в 1938 г. в штате НИИММ числились лишь Н. Г. Чеботарев, X. М. Муштари, Г. В. Каменков, М. И. Альмухамедов и два м.н.с., а в 1940 г. осталось лишь четыре сотрудника. Университетские профессора и преподаватели вели научную работу в институте на общественных началах.
С началом Великой Отечественной войны молодые сотрудники института ушли на фронт, чтобы со всем советским народом защищать Родину. Финансирование института прекратилось, но научная жизнь продолжалась. Сам Н. Г. Чеботарев и другие ученые вместе с эвакуированными в Казань сотрудниками московских и ленинградских институтов старались избирать для исследования темы, близкие к практике, к оборонной тематике. Так, Н. Г. Чеботарев занимался проблемой Раусса — Гурвица, вопросами минимаксов; Н. Г. Четаев решал проблемы устойчивости самолета в полете, снаряда в полете и др. Проходили совместные заседания Казанского физико-математического общества с отделением Московского математического общества.
В тяжелых условиях военного тыла скончались Н. Н. Парфентьев (22 января 1943 г.) и декан физмата П. А. Широков (26 февраля 1944 г.). В октябре 1943 г. при активном участии Н. Г. Чеботарева, П. А. Широкова и Б. Л. Лаптева были проведены торжественное празднование университетом, АН СССР и Физико-математическим обществом 150-летия со дня рождения Н. И. Лобачевского и научная сессия, посвященная этой дате. На торжество приехали воспитанники Казанского университета, известные геометры А. П. Котельников и Д. М. Синцов. К концу войны стали возвращаться демобилизованные из Советской Армии молодые математики и механики.
В 1944 г. Н. Г. Чеботареву удалось добиться возобновления работы института — по распоряжению Наркомпроса РСФСР от 1 сентября 1944 г. вновь были выделены средства, и институт стал работать в следующем составе: директор — Н. Г. Чеботарев, с.н.с. — И. Д. Адо, Б. М. Гагаев, В. В. Морозов, В. А. Яблоков, н.с. — С. Н. Андрианов, А.3.Петров, Б. Л. Лаптев, Г. Г. Тумашев, лаборант — В. Г. Сабитова, вычислители — А. В. Месис, А. Н. Хованский, бухгалтер, кассир. Затем были добавлены с.н.с., зав. отделом А. П. Норден, зав. отделом Ф. Д. Гахов, с.н.с. М. Т. Нужин, Н. Н. Мейман, П. И. Петров, н.с. А. В. Дороднов, Э. К. Столярова, В. М. Герасимова, ученый секретарь Б. И. Кущев.
Работа института и общества сильно оживилась. Н. Г. Чеботарев был избран председателем Физико-математического общества, и совместные заседания института и общества проводились почти еженедельно (за 1945 г. — 41 заседание) при активном участии математической молодежи. Вскоре удалось возобновить издание журнала «Известия Казанского физико-математического общества» (с 1945 г.). Н. Г. Чеботарев скончался 2 июля 1947 г. в расцвете своей научной и организационной деятельности, полный новых творческих замыслов. В признание научных заслуг Николая Григорьевича Чеботарева институту было присвоено его имя. Научные труды Н. Г. Чеботарева были изданы АН СССР в 3-х томах. Он был посмертно награждён Государственной премией.
В последующие годы — с 1947 по 1954 — директором был В. В. Морозов. Научные достижения института за эти послевоенные годы были значительны, но здесь нет возможности их перечислить. Ограничимся лишь указанием фамилий некоторых ученых, плодотворно работавших в НИИММ: В. В. Морозов, Ф. Д. Гахов, А. П. Норден, С. Н. Андрианов, М. Т. Нужин, Г. Г. Тумашев, Б. Л. Лаптев, А.3. Петров, П. И. Петров, С. Ф. Сайкин, А. В. Саченков. В 1954 году В. В. Морозов попросил освободить его от обязанностей директора, и директором был назначен Г. Г. Тумашев — видный механик, докторская диссертация которого (1943 г.) заложила в Казанском университете основы нового научного направления по обратным краевым задача (ОКЗ). С тех пор и по сей день это направление — одно из наиболее продуктивных в НИИММ. Начался новый период в жизни НИИММ, связанный с исследованиями по обратным краевым задачам и по фильтрации нефти сквозь пористые среды. Вопросы рациональной разработки нефтяных месторождений, обнаруженных в Татарии, были особенно актуальны. Что касается первой проблемы, то её широкие прикладные перспективы стали выявляться в дальнейшем. Только один с.н.с. П. И. Петров продолжал свои исследования в классическом направлении, заложенном в Казани еще Ф. М. Суворовым в 1871 г. (теория инвариантов римановых пространств).
1950—1980 годы
Жизнь института до начала девяностых годов можно разделить на три периода: пятидесятые годы, период стабильности (1960—1985 гг.) и годы перестройки. Границы между ними определяются резкими изменениями внешних условий жизни вузовских ученых.
В начале пятидесятых годов институт резко сокращается в связи с запрещением совместительства педагогической и научной работы в одном вузе. Это запрещение лишило НИИММ профессоров и доцентов — лучших математиков университета, составлявших практически весь научный штат института. Так, в 1950 г. научный состав включал семь человек (В. В. Морозов, М. Т. Нужин, С. Н. Андрианов, П. И. Петров, А. В. Месис, Э. К. Столярова, В. М. Герасимова), в 1954 — пять (С. Ф. Сайкин, Р. М. Насыров, Ю. М. Молокович, Б. И. Плещинский, П. И. Петров). Для преодоления кризиса и заполнения образовавшейся пустоты в новых условиях стала необходимой исключительно редкая до этого категория вузовских работников — чисто научные сотрудники. Рост численности этой популяции требовал времени и внешних стимулов. Для НИИММ таким стимулом послужила рекомендация Татарского обкома КПСС ученым-механикам развернуть исследования по нефтяной тематике. В ответ на это указание организуется и успешно работает городской семинар по подземной гидромеханике, усиливается сектор механики НИИММ. Начиная с 1953 г., этот сектор пополняется выпускниками и сотрудниками университета, развертываются теоретические исследования по расчету полей давления в неоднородных нефтяных пластах и продвижению границы водонефтяного контакта. Создаются модели нефтяного пласта, позволяющие вести визуальное наблюдение за фильтрацией жидкостей в пористой среде.
В пятидесятые годы активно развивались исследования по обратным краевым задачам. Так, М. Т. Нужиным были даны общая постановка ОКЗ для аналитических функций, классификация ОКЗ, методы решения и на этой основе предложен новый подход к проектированию оснований плотин. В начале 1960-х годов НИИММ переживает второе рождение — он сильно укрупняется: усиливается механика, возрождается математика, с целью развития новых научных направлений организуются новые отделы и лаборатории. Сектор механики преобразуется в отдел и лабораторию подземной гидромеханики (ОПГ и ЛПГ). Из ОПГ вскоре выделяется отдел краевых задач (ОКЗ). Создаются также отдел гидромеханики (ОГ) и лаборатория механики оболочек (ЛМО). Организуются математические подразделения — отдел кибернетики (ОК) и отдел теории вероятностей и математической статистики (ОТВ и МС). Все отделы и лаборатории возрожденного института имели своей целью развитие новых научных направлений, и они выполнили эту задачу. Так, например, опыт исследований по теории фильтрации в НИИММ продемонстрировал возможности вузовского НИИ как центра по развитию новых научных направлений. Пришло время реализовать эти возможности. Превратившийся в сложный организм, институт требовал к себе много внимания. Г. Г. Тумашеву стало трудно совмещать руководство НИИММ и заведование кафедрой аэрогидромеханики КГУ. Директором института назначается профессор Б. Л. Лаптев — видный геометр, авторитетный в научной среде человек. Под его руководством (1961—1980 гг.) НИИММ активно развивается и получает признание как один из крупных вузовских научных центров страны.
Основные достижения института этого периода.
В отделе кибернетики построена теория вероятностных автоматов и разработаны методы синтеза вероятностных процессоров для ЭВМ. На этой основе создан процессор, повышающий в десятки раз скорость решения широкого класса задач статистического моделирования. Разработана САПР лифтовых систем, предназначенная для оптимизации работы транспортных систем и перевозок. Работы ОК уже к концу 1960-х годов получили широкое признание. В 1969 г. в Казани был организован и проведен первый Всесоюзный симпозиум по вероятностным автоматам.
Деятельность отдела теории вероятностей и математической статистики ориентировалась на изучение вероятностных структур, связанных с другими областями математики. Сотрудниками отдела развит топологический метод исследования вероятностей в функциональных пространствах; разработана новая концепция в стохастическом анализе, основанная на использовании пространств соболевского типа; обоснован новый подход к проблеме гарантийного статистического вывода; построены и исследованы новые эффективные статистические критерии. Отдел имеет богатый опыт решения прикладных задач. Так, была создана система гарантийного контроля качества металлоизделий, позволяющая сократить расход металла на контроль с сохранением уровня качества. Предложен алгоритм распознавания изображений, основанный на новых характеристиках анизотропности случайных полей. Достигнутые результаты послужили основой создания в Казанском университете научного направления «Вероятностные структуры и их применение». Всесоюзная школа по некоммутативной теории вероятностей, организованная НИИММ в 1971 г., существенно стимулировала развитие этого направления.
В отделе и лаборатории подземной гидромеханики разработаны оригинальные методы расчета полей давления и нефтенасыщенности в неоднородных пластах; внесен существенный вклад в теорию нелинейной фильтрации аномально вязких нефтей; разработаны математические основы теории релаксационной фильтрации; предложен и обоснован новый подход к исследованию задач фильтрационной консолидации. В ЛПГ сконструирован ряд моделей для изучения фильтрационных процессов и на основе экспериментов предложен метод повышения нефтеотдачи пласта. Эти результаты нашли отражение в ряде монографий.
Основное направление деятельности отдела гидромеханики — теория течений жидкости со свободными границами (гидродинамика больших скоростей). В отделе разработаны оригинальные методы решения и расчета нелинейных задач безотрывного и кавитационного обтекания профиля вблизи свободной поверхности, а также колеблющегося профиля с отрывом струй, решетки профилей и задач электрохимической размерной обработки металлов. Полученные результаты общепризнанны, отражены в ряде специальных обзоров, учебниках и монографиях по теории струй и кавитации.
Отдел краевых задач и лаборатория аналогового моделирования (основана в 1976 г.) внесли большой вклад в теорию проектирования гидродинамических объектов с заданными свойствами. Были разработаны методы построения подземного контура плотин, решен ряд новых задач взрыва на выброс в импульсно-гидродинамической постановке, созданы новые методы построения высокоэффективных крыловых профилей как квазирешений ОКЗ, исследованы вопросы однолистности решений этих задач. Результаты исследований нашли применение в различных проектных и исследовательских организациях. Написан ряд монографий. Сложившаяся в Казанском университете школа по обратным краевым задачам признана в стране и пользуется авторитетом среди специалистов.
В 1974 г. в НИИММ на основе отдела гидромеханики создан отдел газовой динамики. Главное направление его исследований — численное моделирование проточных газовых лазеров и оптических систем для них. Были разработаны методы расчета трансзвуковых колебательно-неравновесных течений газа в соплах Лаваля, а также методы расчета турбулентных следов и струй. Получен ряд существенных результатов по моделированию газоразрядных лазеров, оптических систем и расходимости лазерного излучения. Усилиями отдела за короткое время создано новое для КГУ научное направление по физической газовой динамике.
Лаборатория механики оболочек (ЛМО) была основана в 1960 г. для изучения механического поведения тонкостенных конструкций. В ней получили развитие методы определения напряженно-деформированного состояния пластин и оболочек при локальных нагрузках, а также методы расчета свободных колебаний и устойчивости оболочек. Создан высокоэффективный теоретико-экспериментальный метод, позволивший успешно решить широкий круг задач. В 1973 г. в ЛМО создана первая голографическая установка для бесконтактного изучения формы поверхностей, полей перемещений и деформаций тонкостенных конструкций. Разработанные в ЛМО методы нашли применение при создании летательных аппаратов, магистральных трубопроводов, крупногабаритных емкостей, оптико-механических конструкций и других сооружений. Казанский университет становится головной организацией Минвуза СССР по проблеме «Разработка общей теории и методов расчета оболочек, пластин и стержневых систем».
Период 1960-80-х годов для НИИММ с полным основанием можно назвать временем «стабильности и умиротворенного научного творчества».
Прежде всего, занятие наукой в эти годы считалось весьма престижным. Численность научных сотрудников, с одной стороны, была фиксированной, а, с другой стороны, финансирование было чисто госбюджетным, но выделялось вовремя и в полном объеме. Стимулом для занятия наукой, кроме естественного природного интереса и способностей, было повышение квалификации (защита кандидатской и докторской диссертаций), что в свою очередь обеспечивало соответствующий достаточно высокий уровень оплаты труда и положение в обществе. Часто случалось так, что, защитив кандидатскую диссертацию и получив ученое звание старшего научного сотрудника или доцента, человек мог позволить себе снизить темпы научной работы, став «рантье в науке», то есть получать новые научные результаты в таком объеме и такого качества, которые позволяли сохранять занимаемую должность на следующий конкурсный срок (как правило, пять лет) и, как следствие, государственную зарплату. Защита диссертаций предполагала активную апробацию полученных результатов (публикации, доклады на научных конференциях), поэтому «пробиться» в ведущие научные журналы даже с очень хорошими результатами было непросто. Публикации в международных изданиях вообще были редкостью, и это понятно: для публикации за рубежом нужно было получить специальное разрешение, а никаких дополнительных «очков» такое событие ученому не приносило, да и само общение с иностранными коллегами было скорее исключением, чем правилом. Наконец, в советских изданиях имелся спектр журналов практически по всем областям знания. Вместе с тем занятия «спортивной» математикой были обязательными (этот термин я впервые услышал от лауреата медали им. Н. И. Лобачевского «За выдающиеся результаты в области геометрии» в конкурсе 1997 года, главного научного сотрудника НИИММ, профессора Б. П. Комракова, который проводил следующую аналогию между профессиональными занятиями наукой и спортом: как мастер спорта должен постоянно подтверждать свой спортивный разряд, так и профессиональный ученый (математик) обязан получать научные результаты соответствующего уровня).
В системе управления наукой в вузе в этот период имела место полная иерархия, когда административно-управленческий персонал вузовского НИИ мог выполнять лишь функции посредника между конкретным исполнителем (научным работником) и вышестоящей организацией (министерством), принимающего сверху огромный поток инструкций и передающего наверх различные справки, перспективные планы и, самое содержательное, пухлые научные отчеты по результатам проведенных исследований. Эти отчеты не рецензировались, возможно, никем, кроме чиновников министерства образования, не читались и служили лишь основанием списания соответствующих бюджетных средств.
В 1980 г. Б. Л. Лаптев уходит с поста директора НИИММ (по возрасту). Его преемником становится профессор Н. Б. Ильинский. Новое руководство много сил и внимания уделяло укреплению материальной базы и общественного престижа НИИММ. Институт добивается статуса НИИ первой категории и получает рабочие площади рядом с главным зданием университета, где удобно устраиваются все его подразделения (кроме ЛМО). В 1984 г. отмечается 50-летие НИИММ. Юбилею института была посвящена представительная научная конференция «Актуальные вопросы математики и механики».
Начало перестройки институт встретил на подъеме. Отмена нелепого запрета для сотрудников вузовских НИИ на оплату по хозяйственным договорам, казалось, открывала новые возможности развития прикладных исследований. Однако действительность оказалась иной. Госбюджетное финансирование вузовских НИИ в условиях инфляции было фактически заморожено. Промышленность оказалась в кризисе и не помышляла о хоздоговорах. Осознание перемен отставало от быстрого изменения жизненных реалий.
В 1990 г. Н. Б. Ильинский освобождает пост директора, и его занимает профессор А. В. Костерин.
Начало 1990-х годов НИИММ встретил, имея хорошо подобранный и активно работающий коллектив научных сотрудников (15 докторов и около 50 кандидатов наук). Ряд сотрудников завершают работу над докторскими диссертациями, растет число аспирантов, укрепляются научные связи с различными научными центрами, в том числе зарубежными. В 1992 г. НИИММ включается в состав Отделения математики РАН в качестве учреждения, над которым РАН осуществляет научно-методическое руководство. Несмотря на постоянное сокращение базового финансирования, НИИММ подошел к своему 60-летию (1994 г.), сохраняя надежды на изменения к лучшему и продолжая активно развивать традиционные для него научные направления. Реалии начала «пенсионного» периода жизни института рассеяли многие несбывшиеся надежды и существенно повлияли на кадровую политику и научно-организационную деятельность. К сожалению, многие ведущие ученые института вынуждены были перейти на преподавательскую работу, что, естественно, сократило время на научную деятельность. Вместе с тем большинство из них сохранили связи с институтом и продолжали работать в нем по грантам. Перешел на экологический факультет университета и А. В. Костерин. С 1994 г. директором НИИММ стал профессор А. М. Елизаров.
1990-е годы
За последнее десятилетие в структуре НИИММ произошли существенные изменения: были организованы четыре отделения — математики (зав. отделением проф. Ф. Г. Авхадиев), механики (зав. отделением д.ф.-м.н. А. Г. Егоров), математического моделирования (зав. отделением проф. А. М. Елизаров) и информатики (зав. отделением проф. Ф. М. Аблаев). В составе отделения математики организованы новые математические отделы (отдел алгебры и математической логики — на базе отдела кибернетики, 1995 г.; отдел математического анализа — на базе отдела краевых задач и отдела теории фильтрации, 1993 г.; отдел информатики, 1995 г.; отдел геометрии, 1996 г.); реорганизованы или упразднены некоторые ранее существовавшие подразделения (отделы кибернетики, теории фильтрации, научно-технической информации и материально-технического снабжения). В составе отделения математического моделирования созданы отделы: вычислительной математики (2001 г., зав. отделом проф. А. В. Лапин) и прикладной математической физики (2003 г., зав. отделом проф. Н. Б. Плещинский). В рамках отделения механики действуют две лаборатории — механики оболочек (зав. лаб. проф. А. И. Голованов) и моделирования разработки нефтяных месторождений (с 1997 г., зав. лаб. д.г.-м. н. Д. В. Булыгин). Отделение информатики кроме основной группы научных сотрудников имеет в своем составе лаборатории: информационных технологий (с 1998 г., зав. лаб. — Т. Э. Якубов), технологий баз данных (с 2001 г., зав. лаб. — Е. В. Биряльцев) и моделирования институциональных субъектов и процессов (с 2003 г., зав. лаб. — доц. Е. А. Князев).
Резкое ухудшение базового госбюджетного финансирования (снижение в пять раз за пятилетие по отношению к необходимому при неизменной штатной численности) привело не только к сокращению численности вспомогательных подразделений и административно-управленческого персонала, но и к переводу сначала только части, а затем и всех научных сотрудников на неполную рабочую неделю или на оплату по грантам и хозяйственным договорам. При поддержке ректората КГУ, деканов механико-математического факультета и факультета ВМК некоторые научные сотрудники были приняты в качестве штатных совместителей на эти факультеты или же полностью перешли на преподавательскую работу в университет, оставаясь совместителями в НИИММ.
В 2011 году было принято решение о вхождении НИИММ в состав Института математики и механики им. Н. И. Лобачевского.